# North American A-5 Vigilante
El North American A-5 Vigilante fue un bombardero supersónico embarcado estadounidense de tecnología sumamente avanzada, diseñado y construido por la North American Aviation para la Armada de los Estados Unidos. Antes de implantarse la unificación de designaciones de 1962, había sido designado como A3J Vigilante.

## Desarrollo
En 1953, North American Aviation, en virtud de un requerimiento emitido por la Armada estadounidense, comenzó los estudios previos al desarrollo de un avión de gran alcance, de ataque todo tiempo y elevadas prestaciones, basado en portaaviones, capaz de lanzar armas nucleares a velocidades supersónicas. Este proyecto, conocido en principio como NAGPAW (Vector de Ataque Polivalente de North American), y más tarde North American NA-247, consiguió el 29 de junio de 1956 un pedido por dos prototipos YA3J-1. El nombre Vigilante fue asignado al poco tiempo, y la designación A3J fue pronto sustituida por la de A-5. 
El modelo de un avión de ataque embarcado en portaaviones fue refinado y mejorado hasta conseguir un avión más grande, pesado y en gran medida, el más complejo jamás usado en un portaaviones hasta entonces, para realizar misiones de ataque y bombardeo nuclear, desplegado desde portaaviones y luego desde bases militares en tierra.

## Diseño

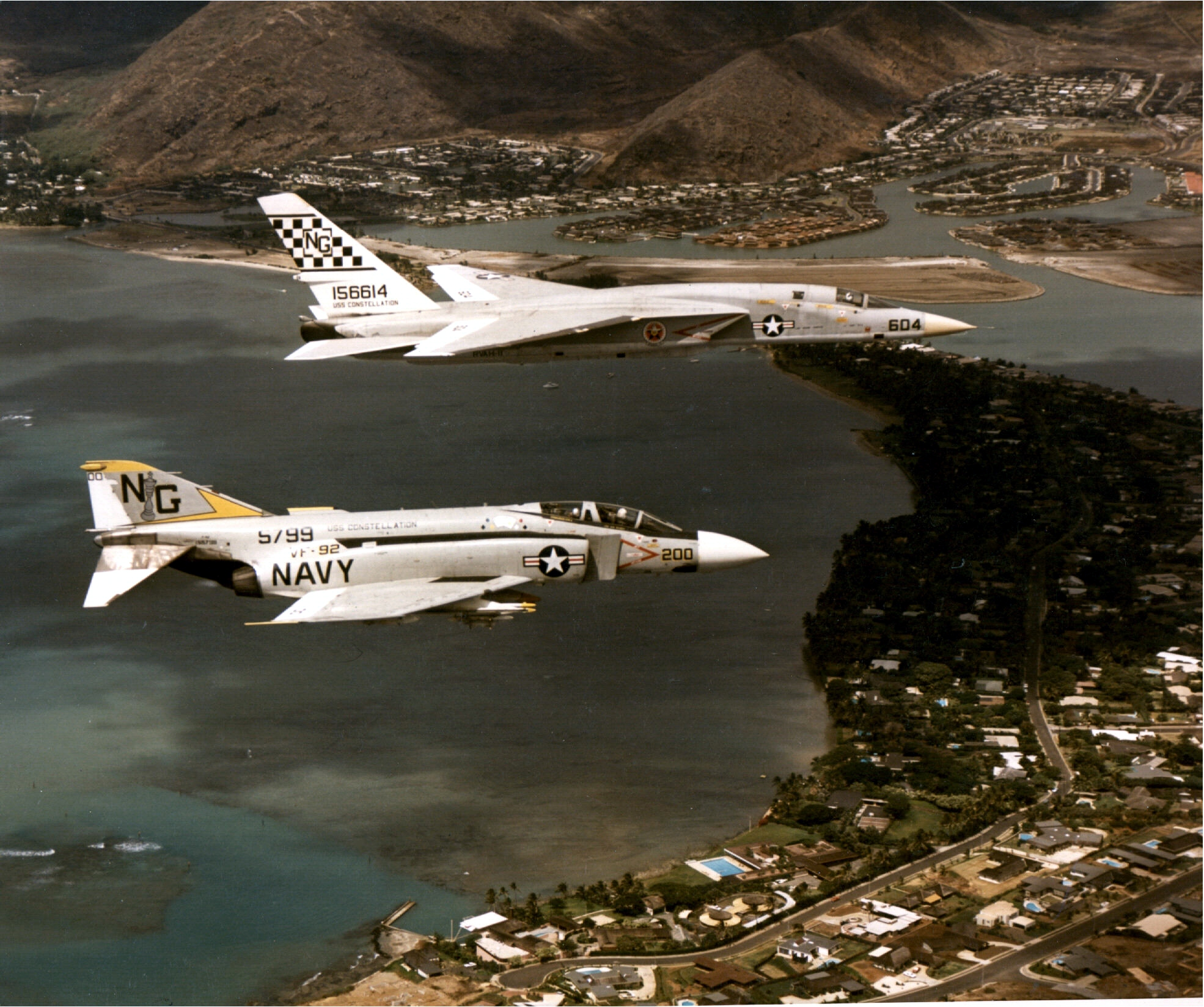
RA-5C y F-4J del CVW-9 sobre Hawái, 1971.

Avión de ataque nuclear, bimotor, grande y pesado, que podía ser transportado en un portaaviones. El ala monoplana alta cantiléver aflechada de este modelo no llevaba alerones, pues el control de alabeo se obtenía mediante el empleo de pequeños deflectores aerodinámicos en las alas principales, en conjunción con el uso diferencial de los estabilizadores horizontales traseros, de tipo enterizo (todo el estabilizador se podía mover ampliamente en un diseño único en su tipo), y luego se instalaron alerones convencionales para mejorar su rendimiento en vuelo y el apontaje en portaviones.
Cuando entró en servicio activo, el Vigilante se convirtió en el primer avión de serie estadounidense dotado con tomas de aire de perfil variable para los motores, en este caso dos General Electric J79, que luego fueron aplicadas con éxito al posterior caza de superioridad aérea basado en tierra McDonnell Douglas F-15 Eagle, para mejorar su potencia a diferente altitud y velocidad.
El primero de estos dos prototipos de pruebas de vuelo, para entonces propulsado por dos motores YJ79-GE-2 de 6800 kg de empuje unitario con poscombustión, realizó su primer vuelo el 31 de agosto de 1958, y completó las evaluaciones de operatividad embarcada en portaaviones en julio de 1960, a bordo del portaaviones USS Saratoga. La primera versión de serie fue la A3J-1 (A-5A); el escuadrón VAH-7 de la Armada de los Estados Unidos se convirtió en la primera unidad operativa dotada con el Vigilante en junio de 1961, al inicio de las operaciones militares en la Guerra de Vietnam, donde participó en misiones de ataque a tierra, lanzando bombas convencionales, y en misiones de vigilancia, operado desde portaaviones como un avión de ataque convencional. 
Con un exterior limpio y sus potentes motores, el Vigilante era rápido a grandes altitudes, aunque las altas velocidades necesarias para evitar la pérdida de sustentación cuando se encontraba volando a baja altitud hicieron que la maniobra de aterrizaje en portaviones fuera un desafío para los pilotos, por ser muy difícil y peligrosa. Era un avión embarcado de gran tamaño, pesado y diseñado para volar a alta velocidad supersónica, que necesitaba mayor velocidad para mantenerse en vuelo y en las maniobras de despegue y apontaje (aterrizaje), sobre la cubierta del portaaviones. A pesar de ser bastante grande, el Vigilante era ágil y tenía un diseño propio de un caza interceptor, en lugar de un avión de ataque para misiones de bombardeo nuclear, en misiones de penetración profunda sobre territorio enemigo, y de hecho, el diseño del avión de ataque supersónico Vigilante tuvo gran influencia en diseños posteriores de otros tipos de aviones de caza supersónicos, especialmente en el interceptor más enigmático desarrollado por la Unión Soviética: el Mikoyan-Gurevich MiG-25 Foxbat, construido varios años después, con la misión de escolta a bombarderos de largo alcance, para realizar misiones de combate y vuelos de largo alcance, lejos de los lugares defendidos, con vuelos supersónicos de alta velocidad y altitud operativa, una misión completamente diferente a la del Vigilante, que era un avión de ataque embarcado en portaaviones; y en el diseño del bombardero de base en tierra General Dynamics F-111 Aardvark, equipado con alas de geometría variable, de similar tamaño y peso que el Vigilante, pero diseñado para operar desde bases militares en tierra en Europa y de la OTAN. 
Inicialmente, el prototipo del Vigilante fue diseñado con dos derivas en la cola, inclinadas hacia los lados, exactamente igual que el posterior diseño del MiG-25 soviético, pero finalmente en los modelos de producción en serie se optó por el diseño de una sola deriva monobloque, como el del bombardero basado en tierra F-111 de posterior producción, pero totalmente articulada para su operación en portaaviones. Las alas principales también podían ser levantadas en las puntas, en forma similar al caza McDonnell Douglas F-4 Phantom II, para facilitar su operación en la cubierta y en el hangar del portaaviones.
En resumen, el MiG-25 compartía una configuración similar con el Vigilante, tamaño, peso, capacidad, y ser bimotor de vuelo supersónico, pero se diseñó para realizar una función completamente diferente: la defensa de las extensas fronteras de la Unión Soviética, siendo un interceptor de alta velocidad para ser operado desde bases militares en tierra, escolta de bombarderos y con capacidad para velocidad supersónica, mientras que el Vigilante era un avión de ataque nuclear embarcado en portaaviones, con capacidad de ser lanzado desde portaaviones y atacar objetivos enemigos con armas nucleares a velocidad supersónica, en una especie de ataque furtivo nuclear desde el mar, para cumplir con el requerimiento de la Armada de los Estados Unidos (US Navy), que necesitaba tener su propio bombardero nuclear en esa época de la Guerra Fría. Sin embargo, luego se utilizaron misiles de crucero con capacidad de transportar un cono nuclear, que podían ser lanzados desde barcos de guerra y submarinos de la Armada, cumpliendo con ese requerimiento en forma más efectiva y económica.

### Armas

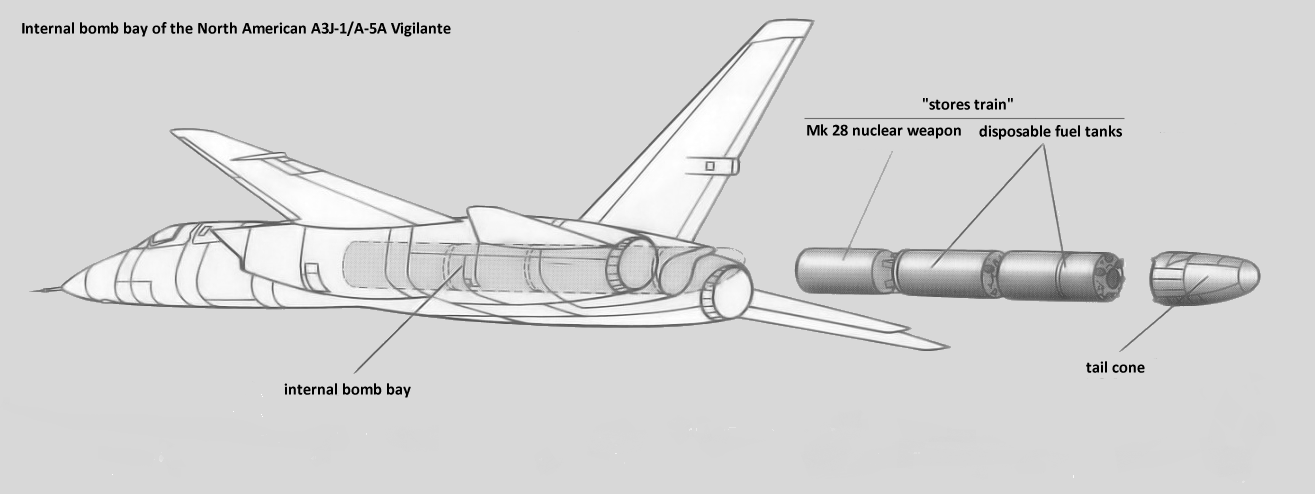
El "tren de carga" del A3J dentro de la bodega de bombas.

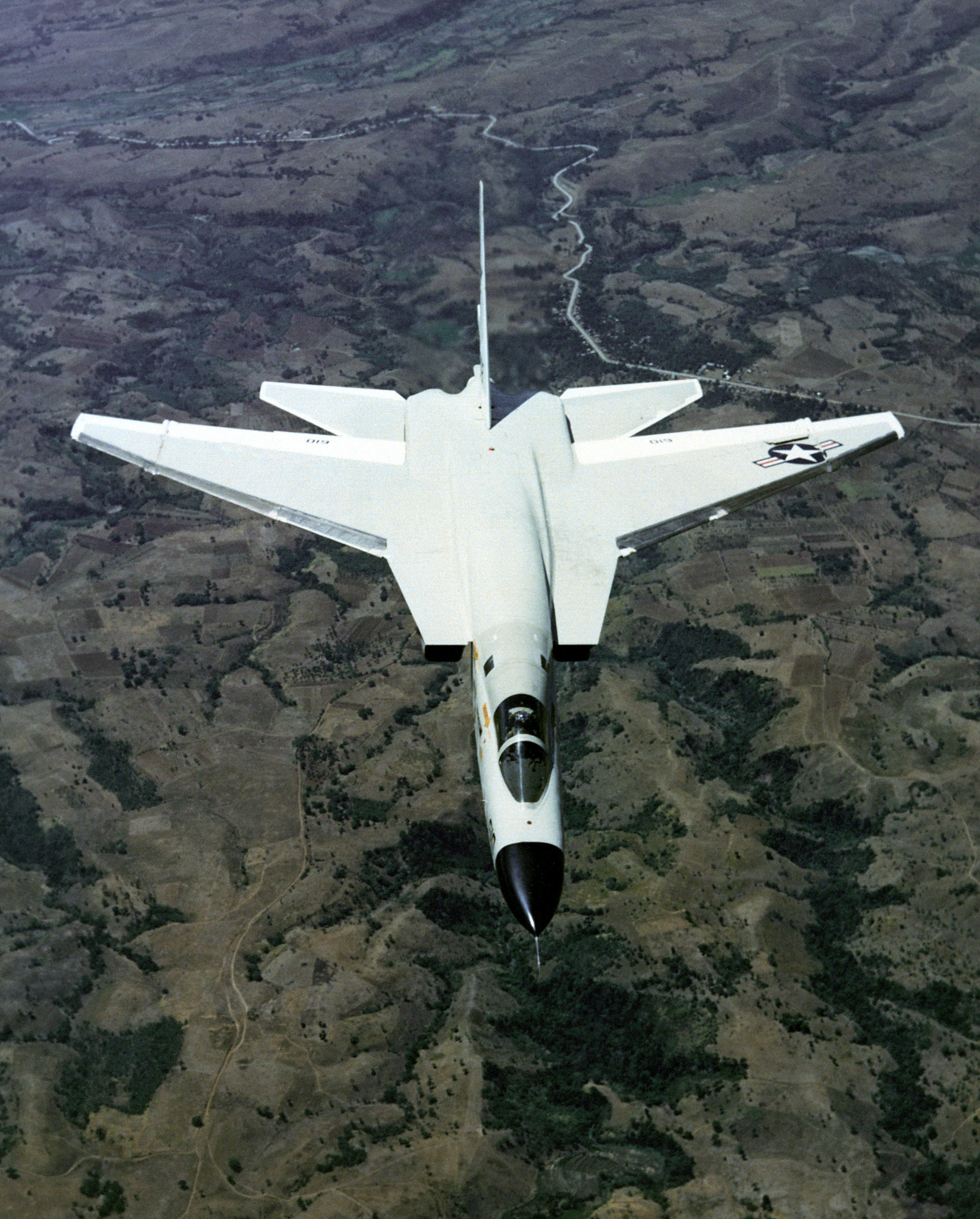
Un RA-5C Vigilante.

El Vigilante tenía un fuselaje muy eficiente y se remataba con un gran cono entre los motores gemelos, en donde se transportaba el arma nuclear en una bodega de armas lineal, ideada para lanzar la bomba a velocidad supersónica hacia atrás de la aeronave, que era transportada junto a dos depósitos de combustible en un cilindro entre los motores, donde las compuertas convencionales de una bodega de carga de armas, que se abren bajo el fuselaje central del avión, como los bombarderos convencionales de la Segunda Guerra Mundial, tendrían problemas en su mecanismo de apertura y con la estabilidad del bombardero a velocidad supersónica: sería muy peligroso lanzar una bomba en caída libre, podría golpear el fuselaje del avión y afectar a su estructura. 
Este diseño de transporte y lanzamiento de armas, para ser lanzadas desde la parte de atrás del avión bombardero, era único en su tipo y se presentaba como el futuro del lanzamiento de las bombas de caída libre, pero la aparición de los misiles de crucero con capacidad de transporte de una ojiva nuclear, que podían ser lanzados desde barcos de guerra, submarinos, bombarderos y camiones lanzadores, no permitió su desarrollo en otros modelos de aviones supersónicos de serie, y su vida operativa fue muy corta.
La cabina era biplaza, con el piloto y Oficial de Sistemas de Armas sentados en tándem (uno delante del otro) en asientos eyectables North American HS-1A; para mejorar sus prestaciones de vuelo a gran velocidad, tenía una pequeña joroba detrás de la cabina de mando, que transportaba equipo electrónico y combustible, diseño original adaptado posteriormente a otros aviones de combate embarcados. Bajo las alas podía transportar dos pilones de carga de armas, que finalmente se utilizaron para transportar depósitos de combustible externo y aumentar su alcance en combate; también podía recibir reabastecimiento aéreo de combustible en vuelo, con una sonda retráctil al costado derecho del radomo delantero. 
Con el paso de los años, su tecnología había avanzado extremadamente y su electrónica era la más compleja: tenía uno de los primeros sistemas de control de vuelo fly-by-wire de un avión operacional y un sistema automatizado AN/ASB-12, que incorporaba el radar con varios modos de funcionamiento para las misiones de ataque, la navegación inercial, la cámara de televisión a circuito cerrado debajo del morro, y una calculadora numérica conocida como VERDAN, para operar los equipos, algo muy avanzado para su época. Aunque este sistema era altamente sofisticado, la tecnología estaba en su infancia en esa época y su fiabilidad era pobre, y durante las misiones de ataque y en vuelos de vigilancia nunca fue operado en combate para la misión que fue diseñado, ataque nuclear supersónico. 
El Vigilante tenía originalmente dos pilones de carga de armas bajo las alas, para el transporte de armamento externo y depósitos de combustible adicionales. Su armamento principal fue, al final de su desarrollo y producción en serie, la capacidad de transportar una sola bomba nuclear Mk 28/B28 de caída libre, que era eyectada hacia atrás desde una bodega de armas interna que se hallaba situada en el fuselaje central, entre los conductos de los dos turborreactores, en una especie de túnel que se proyectaba por el fuselaje y terminaba entre los motores gemelos, bajo el timón vertical, en un diseño único en su tipo.
Al igual que otros aviones embarcados, completó su vida operativa como un avión de vigilancia y reconocimiento, transportando cámaras fotográficas en su bodega interna de armas, con grandes equipos de filmación que se extendían bajo el fuselaje central de la aeronave, como un soporte de Pod de información de un avión de combate moderno, hasta su retiro programado, debido a que otros aviones de combate podían realizar esta misma función, con el desarrollo de la electrónica, la reducción de tamaño y peso de los equipos de vigilancia, cámaras de fotos y la aparición de los Pod de información con cámaras fotográficas, que se podían instalar en otros aviones embarcados, reduciendo el coste operativo de vuelo por hora y mejorando el transporte en los portaaviones, al ser de menores tamaño y peso.
Su reemplazo programado fue el avión de ataque F-111B, la versión naval del avión de ataque General Dynamics F-111 Aardvark basado en tierra, un avión bombardero bimotor con alas de geometría variable, biplaza con el piloto y navegante sentados juntos (lado a lado) en una cabina ensanchada, adaptado para operar desde portaaviones, pero que no superó las pruebas de vuelo, por ser un avión muy grande y pesado, y por la aparición del nuevo caza de superioridad aérea Grumman F-14 Tomcat, supersónico, bimotor y de doble timón vertical, que ocupaba el espacio de transporte en los portaaviones, en la misión de defensa de la escuadra naval. Era el avión más grande operado en portaaviones que podía interceptar varios objetivos enemigos al mismo tiempo, que por su tamaño y peso, bimotor y de cabina biplaza, parece ser un modelo derivado del Vigilante, pero su función era totalmente diferente; el Vigilante era un bombardero supersónico embarcado, y el F-14 era un caza de superioridad aérea con alas de geometría variable, diseñado para defender la escuadra naval y combatir contra otros aviones de caza a velocidad supersónica.
Las misiones de ataque desde portaaviones fueron asignadas al nuevo caza supersónico McDonnell Douglas F-4 Phantom II, al avión de ataque LTV A-7 Corsair II, y al nuevo bombardero de penetración profunda Grumman A-6 Intruder, que podían transportar un arma nuclear bajo el fuselaje central; y se aumentó la vida operativa del Douglas A-4 Skyhawk, que aunque tenía velocidad subsónica, era suficiente para las operaciones de la Armada en portaaviones en la guerra de Vietnam: al ser de menor tamaño, aumentaba la capacidad de transporte de mayor cantidad de aeronaves en el portaaviones. Con el paso de los años, gracias a la reducción del tamaño y peso de las armas nucleares, y del desarrollo de nueva tecnología para su transporte en misiles crucero, estas podían ser lanzadas desde aviones de ataque más ligeros. 
Nunca más se volvió a diseñar un bombardero supersónico tan grande y pesado, para operar desde portaaviones, por su alto coste de mantenimiento, dificultad para operar sobre la cubierta del portaaviones, limitación de espacio en el hangar de la nave, que debía ser compartido con otros diseños de aviones embarcados, y por la necesidad de utilizar alas de geometría variable para operar desde la cubierta del portaaviones, ya que al extender las alas mejora la sustentación de la aeronave a bajas velocidades en los momentos de aproximación al portaaviones para el apontaje (aterrizaje) y despegue, y controlar mejor la aeronave en vuelos a baja altitud, donde el aire es más denso, húmedo y pesado (algo muy necesario para un avión bombardero pesado de alta velocidad), al tiempo que al retraer las alas aumenta su velocidad y mejora las prestaciones de vuelo a mayor altitud, y a velocidad supersónica, y reduce notablemente la resistencia del aire y la fatiga sobre el diseño de la aeronave, el fuselaje y las alas, aumentando su vida operativa. 
Esta necesidad estratégica de tener un avión bombardero supersónico más grande y pesado, de alas de geometría variable, con capacidad de transportar armas nucleares, fue completada finalmente en el diseño del bombardero Rockwell B-1 Lancer basado en tierra, que podía despegar y aterrizar desde bases aéreas militares y aeropuertos civiles de países aliados, en Japón, Corea del Sur, y en Europa desde las bases militares de la OTAN, por lo que ya no era necesario operar un bombardero nuclear desde un portaaviones, que podría acercarlo al territorio enemigo para luego lanzarlo desde la cubierta del mismo y retornar para las operaciones embarcadas.

## Historia operacional

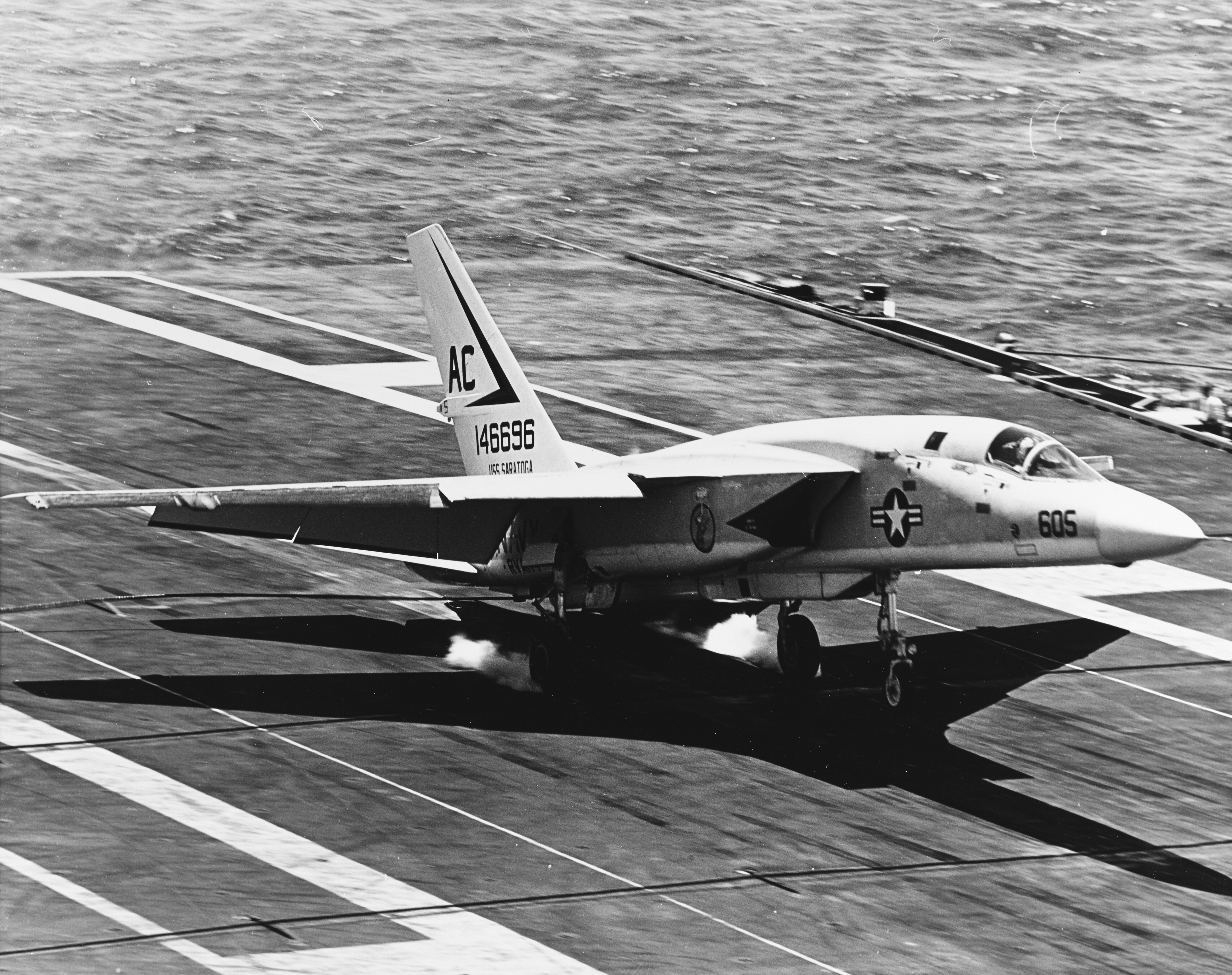
RA-5C Vigilante aterrizando en el USS Saratoga.

El modelo A3J-1 entró en servicio en el escuadrón VAH-3 en junio de 1961, sustituyendo al subsónico A-3 Skywarrior en la función de ataque pesado; se construyeron 59 ejemplares. Las denominaciones cambiaron en septiembre de 1962; el A3J-1 pasó a llamarse A-5A. 
El segundo modelo de producción fue el A3J-2 (A-5B), que introdujo flaps soplados de borde de ataque, además de un tren de aterrizaje reforzado, y 460 galones (1741,29 l) adicionales de combustible. Dos soportes alares de carga alar agregados, para un total de cuatro, aunque en la práctica poco se usaron; sólo se produjeron 6 unidades. El A-5 Vigilante presentó problemas al comienzo, y cuando estos se solucionaron, la Armada empezó a desplegar los misiles balísticos (SLBM) lanzados desde submarinos, que cumplían la misma función que los bombarderos. Por consiguiente, hacia 1963, el Vigilante fue reconvertido para realizar funciones de reconocimiento. La versión de reconocimiento del Vigilante, el A3J-3P (RA-5C), tenía una superficie alar ligeramente mayor e introdujo un carenado ventral en canoa con equipos de reconocimiento, entre los cuales se incluye un sistema de ECM (contramedidas electrónicas) mejorado y cámaras fotográficas. También podía llevar el sistema AN/ANQ-61 de inteligencia de señales. 
El RA-5C conservó el sistema de bombardeo AN/ASB-12, y podría, en teoría, llevar armas, aunque nunca lo hizo en servicio. Los primeros ejemplares de esta versión fueron entregados en julio de 1963, terminando la producción con 91 ejemplares, más 43 convertidos desde A-5A. Los últimos diez RA-5C tenían motores más potentes, con un empuje de 8130 kg cada uno, con una postcombustión de 17 900 libras. 
Cuando se planificaba el lanzamiento de aviones desde los portaaviones, los RA-5 eran los primeros, ya que era uno de los aviones más rápidos de la Armada. En Vietnam eran escoltados por F-4 Phantom II para protegerlos de los MiG, ya que la información que recogían los RA-5 era muy valiosa. La mayor parte de las misiones sobre Vietnam las realizaba con los posquemadores a pleno rendimiento, sobrevolando su objetivo por encima de Mach 1.
El RA-5C Vigilante tuvo un servicio extenso en Vietnam, desde agosto de 1964. Debido a sus avanzados equipos, la Armada estadounidense tuvo reticencias iniciales a emplearlos en Vietnam. Aunque probó ser rápido y ágil, se perdieron en combate 18 aviones, de un total de 23 aviones perdidos. Porcentualmente fue el avión que más sufrió en Vietnam. De estos derribos, 11 fueron debidos al fuego antiaéreo, 2 a misiles SAM, 1 a un MiG-21 y 4 derribos por causas desconocidas. Los RA-5 realizaban los arriesgados vuelos de reconocimiento pre y post ataque. En estos últimos, las defensas aéreas estaban esperando al avión, por lo que supusieron la mayor parte de los derribos.
Las pérdidas en operaciones y en combate redujeron los aviones de cada escuadrón de 6 a 3 aviones. A pesar de ser útil para las funciones que se le asignaron, el RA-5C era costoso y difícil de operar, siendo retirado después de finalizada la guerra de Vietnam. Los últimos ejemplares fueron dados de baja en septiembre de 1979.

## Variantes

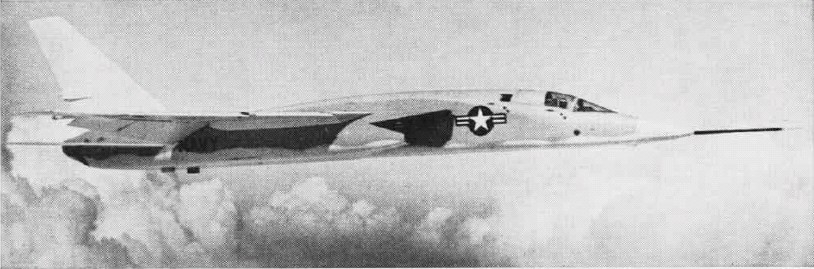
Un prototipo YA-5C (XA3J-3P), 1963.

XA3J-1 (NA-247)
Prototipos, dos construidos; uno convertido a RA-5C, el otro estrellado en 1959.
A3J-1
58 construidos, 6 cancelados; supervivientes redesignados A-5A en 1962, 42 convertidos a RA-5C.
A3J-2
18 construidos, redesignados A-5B, 5 completados como XA3J-3P (YA-5C), todos convertidos a RA-5C.
XA3J-3P
5 A3J-2 completados desde la orden de A3J-2 sin sistemas de reconocimiento y asignados a familiarización de pilotos, más tarde convertidos a RA-5C.
A3J-3P
20 construidos, redesignados RA-5C.
A-5A
A3J-1 redesignados.
A-5B
A3J-2 redesignados.
YA-5C
Los cinco aviones XA3J-3P redesignados, antes de su conversión a RA-5C.
RA-5C
Aeronave de reconocimiento, 77 contratadas, 8 canceladas, 69 construidas, más 20 redesignadas y 61 convertidas desde variantes anteriores.
NR-349
Propuesta de Interceptor Tripulado Mejorado para la Fuerza Aérea estadounidense, con tres motores J79 y un armamento de seis misiles AIM-54 Phoenix.

## Operadores
Estados Unidos
- Armada de los Estados Unidos

## Especificaciones (A3J-1 (A-5A) Vigilante)

### Características generales
- Tripulación: Dos (piloto y navegante)
- Longitud: 23,3 m (76,5 ft)
- Envergadura: 16,2 m (53 ft)
- Altura: 5,9 m (19,4 ft)
- Superficie alar: 70 m² (753,5 ft²)
- Peso vacío: 14 845 kg (32 718,4 lb)
- Peso cargado: 21 578 kg (47 557,9 lb)
- Peso útil: 13 730 kg (30 260,9 lb)
- Peso máximo al despegue: 28 579 kg (62 988,1 lb)
- Planta motriz: 2× turborreactor General Electric J79-GE-8.
  - Empuje normal: 48 kN (4895 kgf; 10 791 lbf) de empuje cada uno.
  - Empuje con postquemador: 76 kN (7750 kgf; 17 086 lbf) de empuje cada uno.

### Rendimiento
- Velocidad máxima operativa (Vno): Mach 2,0 (2123 km/h)
- Alcance: 2075 km (1120 nmi; 1289 mi)
- Radio de acción: 2064 km con dos depósitos externos de 1500 l cada uno
- Techo de vuelo: 15 880 m (52 100 ft)
- Régimen de ascenso: 40,6 m/s (7992 ft/min)
- Carga alar: 308,3 kg/m² (63,1 lb/ft²)

### Armamento
- Bombas: 

  - 1x bomba nuclear de caída libre B27, B28 o B43 en bodega
  - 2x B43, Mark 83 o Mark 84 en soportes externos

## Aeronaves relacionadas

### Aeronaves similares
- Avro Canada CF-105 Arrow
- Xian JH-7
- BAC TSR-2
- Dassault Mirage IV
- General Dynamics F-111
- Republic F-105 Thunderchief
- Sukhoi Su-24
- Túpolev Tu-22
- Mikoyan-Gurevich MiG-25

### Secuencias de designación
- Secuencia NA-_ (interna de North American): ← NA-230 - NA-231 - NA-232 - NA-233 - NA-234 - NA-235 - NA-236 -- NA-244 - NA-245 - NA-246 - NA-247 - NA-248 - NA-249 - NA-251 -- NA-255 - NA-256 - NA-257 - NA-258 - NA-259 - NA-260 - NA-261 - NA-262 - NA-263 - NA-264 -NA-265 - NA-266 - NA-267 - NA-268 - NA-269 - NA-270 - NA-271 - NA-272 - NA-273 - NA-274 - NA-275 - NA-276 - NA-277 - NA-278 - NA-279 - NA-280 - NA-281 - NA-282 - NA-283 - NA-284 - NA-285 - NA-286 -- NA-293 - NA-294 -NA-295 - NA-296 - NA-297 - NA-298 - NA-299 - NA-300 - NA-301 -- NA-313 - NA-314 - NA-315 - NA-316 - NA-317 - NA-318 - NA-319 -- NA-346 - NA-347 - NA-348 - NA-349 - NA-350 - NA-351 - NA-352 →
- Secuencia A_J (Aviones de Ataque de la Armada estadounidense, 1946-1962 (North American, 1937-62)): AJ - A2J - A3J
- Secuencia A-_ (Aviones de Ataque estadounidenses, 1962-presente): ← A-2 - A-3 - A-4 - A-5 - A-6 - A-7/F - A-8 →